# Peder Nielsen (1854-1936)
 Der er flere personer med dette navn, se Peder Nielsen.
Peder Nielsen (22. oktober 1854 på gården Roeholt i Ajstrup – 21. marts 1936 i Brønderslev) var fabrikant og startede de to virksomheder ved navn Pedershaab og PN Beslag beliggende i Brønderslev i Vendsyssel.  
Han blev født i 1854 i Ajstrup Sogn på gården Roeholt op Ajstrup Hede. Hans far var gårdmand og bødker Niels Pedersen og hans mor hed Ane Christensdatter, de var begge fra Tolstrup Sogn.
Han fik en plads som 19-årig hos en fabrikant Rasch. Formentlig var det Fabrikant Chr. Mathæi Rasch der var søn af kunstneren Ole Magnus Rasch, der kom til Lindholm i 1822. Den ældste søn, Chr. Mathæi, fik i 1851 kongelig bevilling til at oprette en fabrik med hægter og maller, søm og stifter. En af hans sønner Frederik Rasch, har givet navn til virksomheden, der stadig eksisterer, nu under navnet Fr. Raschs eftflg.
Nielsen byggede sin første fabrik på 10 alen × 12 alen (52 m²) i forlængelse af forældrenes hus i Tylstrup. I 1877 udsendte han følgende skrivelse til landets isenkræmmere: 
"Jeg tillader mig hermed at henlede Deres opmærksomhed på min nyanlagte fabrik for bygningsbeslag, og det skal stedse være min opgave at levere Dem prima varer til moderate priser."
Nielsen flyttede sin fabrik til en ny fabrik i Brønderslev da han her havde mulighed for at være i nærheden af godsbanen. I Tylstrup der også ligger ved banen kunne han ikke få samme mulighed. I 1899 brændte fabrikken, men en ny blev genetableret på tre måneder ved hjælp af de daværende 45 ansatte, 20 murere og 25 andre håndværkere. Denne fabrik blev kaldt Pedershåb.
I 2010 var der to store virksomheder i Brønderslev kaldet henholdsvis PN Beslag og Pedershåb. Førstnævnte er stadig i familien Nielsens eje mens virksomheden Pedershåb er solgt fra.